# Ouray County
Ouray County ist ein County im Südwesten des US-Bundesstaates Colorado im Herzen der San Juan Mountains. Seine Landschaft wird beherrscht von zahlreichen Bergen, die höher als 4000 m sind. Der Verwaltungssitz (County Seat) ist in Ouray.

## Geographie
Ouray grenzt an die Verwaltungsbezirke Gunnison im Nordosten, Hinsdale im Südosten, San Juan im Süden, San Miguel im Südwesten und Montrose im Nordwesten.

## Geschichte
Ouray County wurde am 18. Januar 1877 als erste Neugründung im neugebildeten Bundesstaat Colorado aus dem größten Teil des San Juan County und einem kleinen Stück des Hinsdale County gebildet. Die am 2. Oktober 1876 gegründete Goldgräberstadt Ouray wurde am 8. März 1877 zum Verwaltungssitz bestimmt. Am 19. Februar 1881 entstand aus dem südlichen Teil des Ouray County der Dolores County und am 27. Februar 1883 wurde der westliche Teil als San Miguel County selbstständig.
Im Jahre 1883 wurde der Ouray County für kurze Zeit in Uncompahgre County umbenannt.

## Demografische Daten

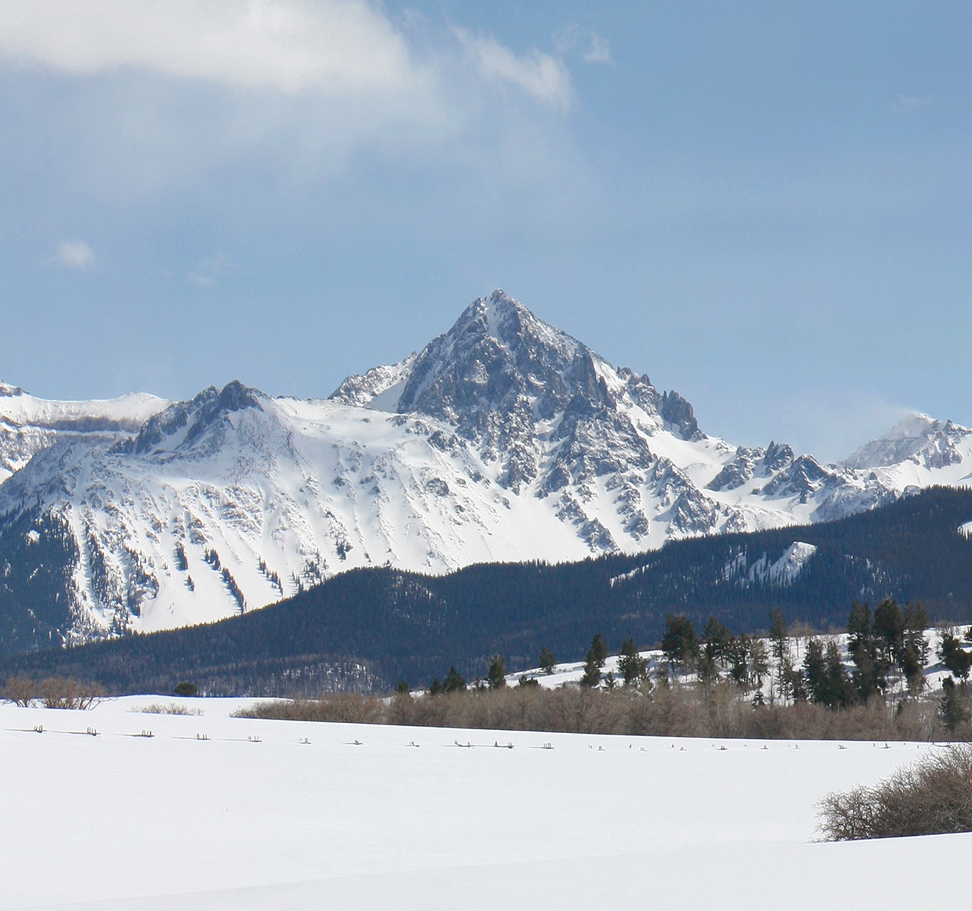
Der Mount Sneffels

Nach der Volkszählung im Jahr 2000 lebten im County 3742 Menschen. Es gab 1576 Haushalte und 1123 Familien. Die Bevölkerungsdichte betrug 3 Einwohner pro Quadratkilometer. Ethnisch betrachtet setzte sich die Bevölkerung zusammen aus 96,34 Prozent Weißen, 0,08 Prozent Afroamerikanern, 0,94 Prozent amerikanischen Ureinwohnern, 0,35 Prozent Asiaten, 0,05 Prozent Bewohnern aus dem pazifischen Inselraum und 0,53 Prozent aus anderen ethnischen Gruppen; 1,71 Prozent stammten von zwei oder mehr Ethnien ab. 4,06 Prozent der Gesamtbevölkerung waren spanischer oder lateinamerikanischer Abstammung.
Von den 1576 Haushalten hatten 28,6 Prozent Kinder und Jugendliche unter 18 Jahre, die bei ihnen lebten. 61,4 Prozent waren verheiratete, zusammenlebende Paare, 6,5 Prozent waren allein erziehende Mütter. 28,7 Prozent waren keine Familien. 23,5 Prozent waren Singlehaushalte und in 5,5 Prozent lebten Menschen im Alter von 65 Jahren oder darüber. Die Durchschnittshaushaltsgröße betrug 2,36 und die durchschnittliche Familiengröße lag bei 2,77 Personen.
Auf das gesamte County bezogen setzte sich die Bevölkerung zusammen aus 22,5 Prozent Einwohnern unter 18 Jahren, 4,1 Prozent zwischen 18 und 24 Jahren, 27,2 Prozent zwischen 25 und 44 Jahren, 34,1 Prozent zwischen 45 und 64 Jahren und 12,2 Prozent waren 65 Jahre alt oder darüber. Das Durchschnittsalter betrug 43 Jahre. Auf 100 weibliche Personen kamen 102,1 männliche Personen, auf 100 Frauen im Alter ab 18 Jahren kamen statistisch 100,8 Männer.
Das jährliche Durchschnittseinkommen eines Haushalts betrug 42.019 USD, das Durchschnittseinkommen der Familien betrug 49.776 USD. Männer hatten ein Durchschnittseinkommen von 35.141 USD, Frauen 26.176 USD. Das Prokopfeinkommen betrug 24.335 USD. 7,2 Prozent der Bevölkerung und 6,0 Prozent der Familien lebten unterhalb der Armutsgrenze. Darunter waren 8,0 Prozent der Bevölkerung unter 18 Jahren und 2,9 Prozent der Einwohner ab 65 Jahren.

## Sehenswürdigkeiten

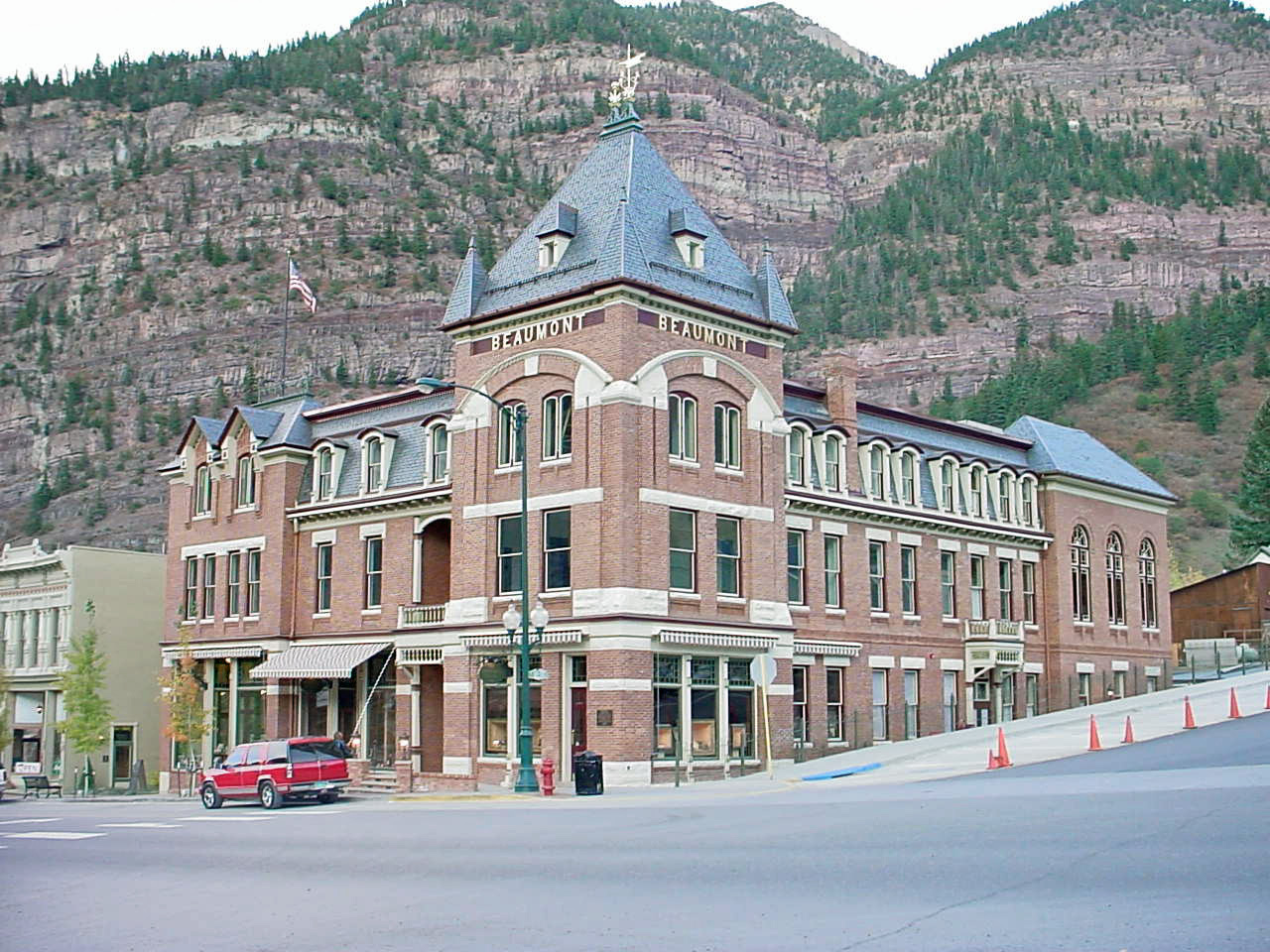
Beaumont Hotel in Ouray (2006). Dieses 1886 erbaute Hotel wurde im Oktober 1973 als erstes Objekt des County im NRHP eingetragen.

Vier Bauwerke und historische Bezirke (Historic Districts) im Ouray County sind im National Register of Historic Places („Nationales Verzeichnis historischer Orte“; NRHP) eingetragen (Stand 21. September 2022), das  Beaumont Hotel, das George Jackson House, die Ouray City Hall and Walsh Library und der Ouray Historic District.

## Städte
- Ouray
- Ridgway

### Kleinere Orte
| - Camp Bird - Colona - Dallas | - Portland - Red Mountain | - Sneffels - Thistledown |

## Flüsse
- Uncompahgre River
- Canyon Creek

## Berge
- Mount Sneffels – 4.313 m
- Wetterhorn Peak – 4.272 m
- Teakettle Mountain – 4.212 m
- Potosi Peak – 4.202 m
- Cirque Mountain – 4.171 m
- Coxcomb Peak – 4.162 m
- Mount Emma – 4.139 m
- Telluride Peak – 4.118 m
- Mears Peak – 4.114 m
- Whitehouse Mountain – 4.112 m
- Chicago Peak – 4.080 m
- Brown Mountain – 4.066 m
- Trico Peak – 4.060 m
- Mendoza Peak – 4.046 m
- Wildhorse Peak – 4.043 m
- Engineer Mountain – 4.029 m
- Mount Hayden – 4.025 m
- Blackwall Mountain – 3.985 m
- Wolcott Mountain – 3.975 m
- United States Mountain – 3.973 m
- Ruffner Mountain – 3.963 m
- Red Mountain No. 3 – 3.928 m
- Mount Abram – 3.902 m
- Stony Mountain – 3.870 m
- Red Mountain No. 1 – 3.838 m
- Amphitheater bis zu 3.769 m
- Red Mountain No. 2 – 3.724 m
- Courthouse Mountain – 3.704 m
- Cascade Mountain – 3.689 m